# لدونة

رسم توضيحي للدونة

اللدونة (عكس المرونة) هي خاصية توجد في كثير من المواد ومنها في التربة أو الطين وهي عند تعرضها إلى ضغوط خارجية لا تعود إلى حالتها الطبيعية عند زوال المؤثر الخارجي كما في اللدائن المعروفة حيث عندما نضغط عليها باداة حادة سوف يؤثر فيها ولكن بعد زوال ذلك المؤثر لا تعود إلى حالتها الطبيعية. .

## اللدونة(هندسيا)
- في مجال الهندسة وصناعة الصلب تعدّ اللدونة من أهم خواص المعدن والتي يُعتمَد عليها في تحديد القوى الواجب تأثيرها على المعدن لإنتاجه بمواصفات وأبعاد معينة ومن أهم العمليات المنتجة للمعادن عموما والصلب خصوصا والتي تحتاج لخاصية اللدونة في المعادن عملية الدرفلة, البثق, الكبس والسحب العميق.
- يعتمد تشكيل المعدن سواء كان طريا كالقصدير أو صلبا كالحديد على خاصية اللدونة حيث يحتفظ بالأبعاد والشكل الذي تم ضغطه إليه بإحدى عمليات تشكيل المعادن وذلك ليتم استخدامه بمواصفاته النهائية في إحدى عمليات الصناعة.
- ولأن لكل مادة معدنية نصيب في خواص أخرى بجوار اللدونة ومن أهمها المرونة فإن القوى الضاغطة على المعدن تكون أكبر بقليلا من المراد تطبيقها للحصول على الشكل المطلوب وذلك لأن خاصية المرونة تعمل على إرجاع المعدن لشكله الأصلي ولكن بدرجة صغيرة يمكن حسابها ووضعها في حسابات القوى للوصول في النهاية للشكل المطلوب.
- تتمتع بعض المواد بدرجة لدونة مناسبة ليتم تطبيق القوى عليها مباشرة من خلال عمليات تشكيل المعادن وتكون في بعض المواد بدرجة صغيرة بحيث يجب تعريضها للحرارة أولا لإكسابها درجة اللدنة المناسبة ومن ثم يتم تشكيلها.